# Дмитро Кулеба
Дмитро Иванович Кулеба (укр. Дмитро Іванович Кулеба; Суми, 19. април 1981) украјински је политичар, дипломата и актуелни министар спољних послова Украјине од 4. марта 2020. године. Истовремено је и члан Савета за националну одбрану и безбедност Украјине.
Кулеба је један од најмлађих виших дипломата у историји Украјине. Претходно је обављао функцију потпредседника Владе Украјине за европске и евроатлантске интеграције од 2019. до 2020. године, као и функцију сталног представника Украјине при Савету Европе од 2016. до 2019. године.